# QF 4,7-inch-Schiffsgeschütz Mk XI
| QF 4,7 inch Mk XI                           |                                                    |
| Die vorderen Geschütztürme der MS Matchless |                                                    |
| Kaliber:                                    | 120 mm (4,7 inch)                                  |
| Lauflänge:                                  | 6,0 m (Kaliberlänge 50)                            |
| Gewicht:                                    | 3405 kg (ohne Munition)                            |
| Munitionsvorrat:                            | 150 SAP + 1000 HE + 50 Leuchtgranaten pro Geschütz |
| Gewicht der Granate:                        | getrenntes Geschoss und Treibladung                |
| Geschossgewicht:                            | 28,12 kg (HE) 28,12 kg (SAP)                       |
| Mündungsgeschwindigkeit:                    | 774 m/s                                            |
| Höhenrichtbereich:                          | Minimum −10° Maximum +50° (Lafette Mk XX)          |
| Reichweite:                                 | Effektiv: 10.500 m Max. 19.420 m                   |
| Drehgeschwindigkeit:                        | 10°/s                                              |
| Erhöhungsgeschwindigkeit:                   | nur manuell                                        |
| Feuergeschwindigkeit:                       | 6–10 Schuss/min                                    |
| Antrieb                                     | Hydraulikmotor für Drehbewegung                    |

Das QF 4,7 inch (120 mm) war ein britisches Schiffsgeschütz, das auf Zerstörern während des Zweiten Weltkriegs eingesetzt wurde.

## Entwicklung
1938 erkannte die Admiralität, dass die Zerstörer der Royal Navy ihren US-amerikanischen und japanischen Gegenstücken deutlich unterlegen waren. Zum einen besaßen sie keine schwere Bewaffnung, die der Doppelrolle der See- und Luftzielbekämpfung genügte, zum anderen waren die Geschützstellungen an Bord nicht wetterfest. Das Geschütz 4,7"/50 Mk-XI (12 cm) sollte zusammen mit der Doppellafette Mk XX diese Defizite korrigieren. Diese Geschütze verschossen eine modernere und schwerere Granate als die meisten britischen Geschütze dieses Kalibers und die Lafettierung erlaubte einen erweiterten Höhenrichtbereich. Die geringe Drehgeschwindigkeit von 10°/s und die von Hand betriebene Höhenrichteinheit beschränkten den Nutzen gegen Flugzeuge aber so stark, dass bei vielen dieser Zerstörer im Verlauf des Zweiten Weltkriegs die hintere Torpedoabschusseinrichtung durch eine einzelne Flugabwehrkanone 4"/45 Mk V (10,2 cm) ersetzt wurde.

## Bauweise
Aus Kostengründen wurden die Geschütztürme so konstruiert, dass sich nur das Geschützhaus drehte, nicht aber die Munitionsaufzüge. Das bedingte, dass die Aufzüge für Granaten und Treibladung als Teil der Schiffsstruktur in der Rotationsachse angebracht sein mussten. Dadurch waren die Geschütze ungewöhnlich weit auseinander montiert. Die Konstruktion hatte zwar den Vorteil, dass die Höhenausrichtung der Einzelkanonen unabhängig voneinander erfolgen konnte, dafür gab es durch die festmontierten Aufzüge aber Probleme beim Munitionsnachschub, sobald der Turm größere Drehbewegungen ausführte.
Die Kaliberlänge beträgt 50. Das angegebene Kaliber von 4,7 inch entspricht 119,4 mm, wie bei allen britischen Geschützen dieses Kalibers beträgt der genaue Wert 4,724 inch 120 mm. Aufgrund des hohen Gewichts ca. 48 kg der Munition wurden Ladung und Geschoss getrennt geladen.
Der Antrieb für die Drehbewegung, den Ladevorgang und die Aufzüge erfolgte hydraulisch. Die gesamte Turmkonstruktion war derart kompliziert, dass es zu langen Produktionsverzögerungen kam und im Endeffekt vier der L-Klasse-Zerstörer mit 4"-Mark-XIX-Zwillingstürmen anstelle der 4,7"-Bewaffnung ausgestattet wurden. Durch den hohen Kostenfaktor kehrte die Royal Navy bei den Neubauten dann zu den kostengünstigeren 4,7"/45 Mark-IX-Geschützen zurück.
Insgesamt wurden nur 87 Mk.-XI-Geschütze hergestellt.

## Verwendung

### Einheiten
- Zerstörerklassen L und M (mit einigen Ausnahmen)